# Paula Barila Bolopa
Paula Barila Bolopa (Baney, 12 ottobre 1979) è una nuotatrice equatoguineana.
Soprannominata "The crawler" dai media anglofoni, partecipò ai Giochi olimpici di Sydney 2000 come unica nuotatrice della sua nazione nella gara dei 50 metri donne stile libero.

## Carriera
Calciatrice della squadra femminile di prima divisione E Waiso Ipola, partecipò ad una selezione di nuoto per gareggiare alle Olimpiadi di Sidney del 2000, venendo scelta dopo un mese e mezzo di allenamento. Barila Bolopa fu ammessa alle Olimpiadi senza aver soddisfatto i requisiti minimi di qualificazione tramite un sorteggio jolly progettato per incoraggiare la partecipazione dei paesi in via di sviluppo privi di strutture di allenamento costose: all'epoca infatti la Guinea Equatoriale aveva solo due piscine, nessuna delle quali di dimensioni olimpiche, e lei non aveva mai nuotato in una piscina da 50 metri prima.
Dopo la prestazione coraggiosa ma faticosa del connazionale Eric Moussambani nei 100 metri stile libero maschile, i media rivolsero la loro attenzione a Paula Barila Bolopa. Secondo The Telegraph , "la galleria degli spettatori era quasi piena quando si è diffusa la notizia che un Eric donna stava facendo la sua apparizione". Barila riuscì a concludere la sua gara con un tempo di 1'03"97, cioè più del doppio del secondo peggior tempo e il tempo più lento nella storia olimpica per questo evento. Dopo la gara, riferì che era stata la prima volta che nuotava i 50 metri ed era molto stato molto faticoso di quanto pensasse e perciò era molto stanca.